# 2. československá paradesantní brigáda v SSSR
2. československá samostatná paradesantní brigáda vznikla za druhé světové války v Sovětském svazu jako československá bojová jednotka složená zejména ze slovenských vojáků, kteří tvořili 70 % příslušníků jednotky. Češi tvořili jen 14 %. Celkový počet příslušníků jednotky se pohyboval mezi 2000 a 3000 osobami.

## Vznik jednotky
Koncem roku 1942 se začala projevovat nespokojenost mezi vojáky samostatného Slovenského státu, jejichž jednotky jako spojenci Německa bojovaly proti Sovětskému svazu. Již v dřívějším období docházelo k ojedinělým přeběhnutím Slováků do sovětského zajetí, ale situace se začala podstatně měnit díky československé vojenské misi v SSSR, která se o slovenské vojáky zajímala už od roku 1941 a která vyvíjela úsilí, aby mohlo dojít k přechodům celých jednotek, z nichž by se mohly doplnit československé vojenské síly na východní frontě. Mezi samotnými Slováky, zejména nižšími důstojníky a vojáky se prohlubovala nespokojenost s dalším vedením války i s vražděním Ukrajinců Němci, kterého byli svědky v místech svého působení. A tak již od počátku roku 1943 docházelo k přeběhnutí celých vojenských jednotek do sovětského zajetí nebo k ukrajinským partyzánským oddílům. Od května 1943 působil v brigádě Saburova na Ukrajině oddíl padesáti šesti Slováků pod velením kpt. Jána Nálepky.
Na konci roku 1943 v oblasti Melitopole se při překvapivém průlomu podařilo Sovětům zajmout 2 000 vojáků z řad 1. slovenské pěší divize. Slovenští vojáci odmítali dále bojovat po německém boku. Slováci byli soustředěni v zajateckém táboře č. 82. v Usmani, kde se prohlásili za Pluk slovenských dobrovolníků. Delegace této jednotky se setkala s prezidentem E. Benešem při jeho návštěvě SSSR, přičemž mu předala žádost o přijetí do čs. zahraniční armády. Za této situace bylo v Moskvě 28. prosince 1943 na jednání sovětských a československých vojenských zástupců rozhodnuto, že z tohoto pluku bude utvořena 2. československá paradesantní brigáda (pdb), která se bude účastnit připravovaného povstání na Slovensku. Ve dnech 10. a 11. ledna dojely vlaky s příslušníky čs. náhradního praporu z Buzuluku, ze kterého bylo ke 2. brigádě přemístěno 658 vojáků schopných paravýcviku.
Oficiálně jednotka vznikla 19. ledna 1944. V polovině ledna odjeli vojáci do výcvikového střediska ve městě Jefremov. Vzhledem k nedostatku důstojníků byli k jednotce povoláváni i Češi, zejména důstojníci z Velké Británie, kteří však museli projít anabází výběru z důvodu politického přesvědčení. K 31. lednu 1944 měla budoucí parabrigáda 2714 mužů z toho 60 důstojníků a 4 rotmistry.
V počátečním stádiu tvorby brigády byl z příslušníků paradesantní brigády vyčleněn útvar pro Zvláštní úkoly v síle 106 mužů. Velitelem byl jmenován škpt. Jozef Knop. Ještě v polovině února bylo do sestavy 1. čs. brigády nutno vrátit 255, především zdravotně neschopných mužů. Již 8. dubna bylo provedeno taktické cvičení s vysazením za účasti vojensko-politické delegace a delegace polské armády. Brigáda byla uznána bojeschopnou a byla jí předána bojová zástava. Velitelem brigády byl jmenován plukovník Vladimír Přikryl. Jednotka se skládala ze 70 % Slováků, 15 % Zakarpatských Ukrajinců, 14 % Čechů a 1 % příslušníků ostatních národností. Vzhledem ke ztrátám, které utrpěla 1. čs. samostatná brigáda bylo uvažováno, že paradesantní brigáda bude rozpuštěna a bude sloužit jako zdroj záloh. Díky náboru volyňských Čechů do čs. armády však k tomuto nedošlo, právě naopak. Jednotky 2. čs. pdb, které byly přesunuty do Proskurova, se rozrostly o příchozí volyňské Čechy.

## První zapojení do bojů

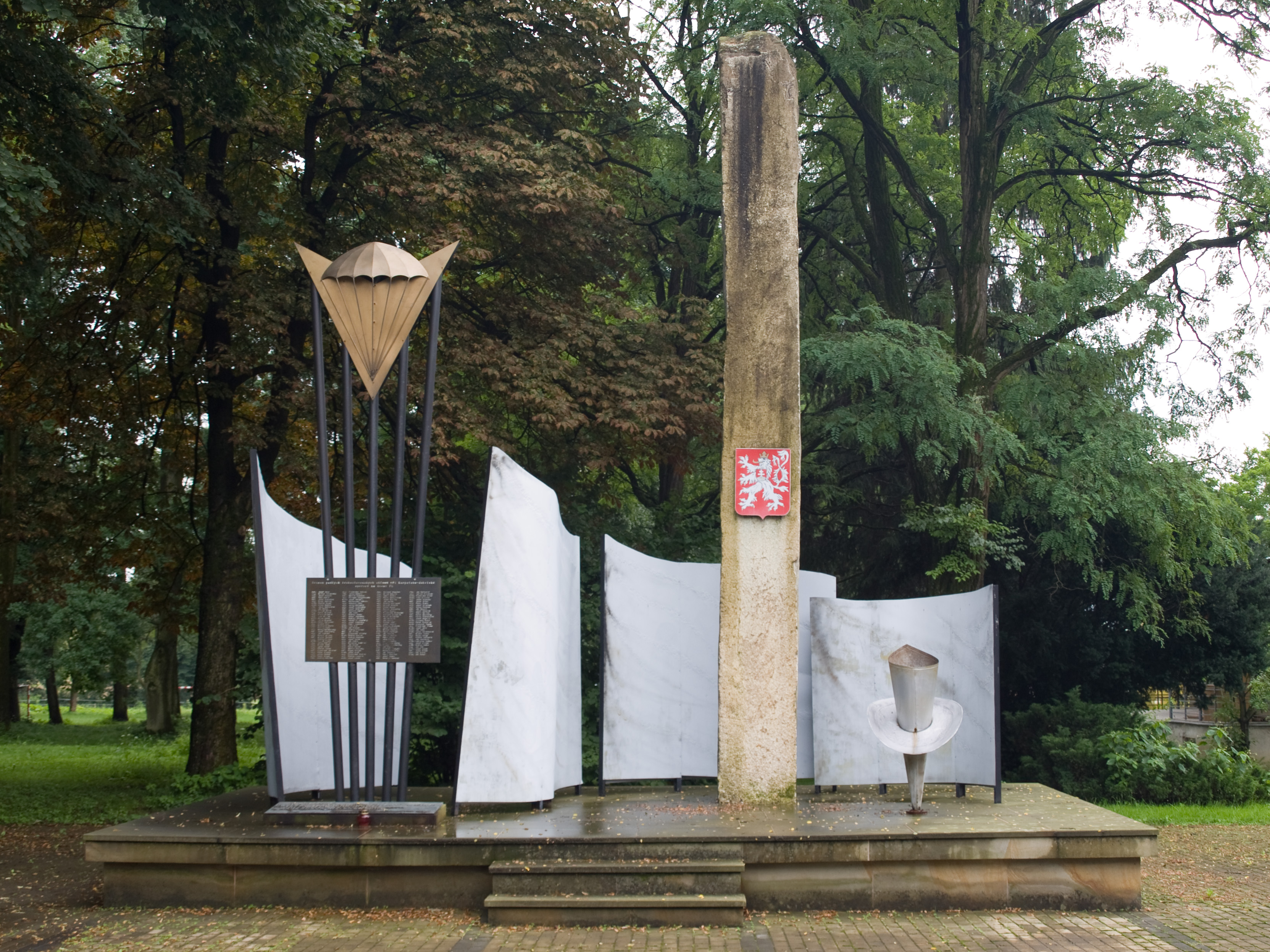
Pomník padlých příslušníků brigády v Nowosielcach (Sanok)

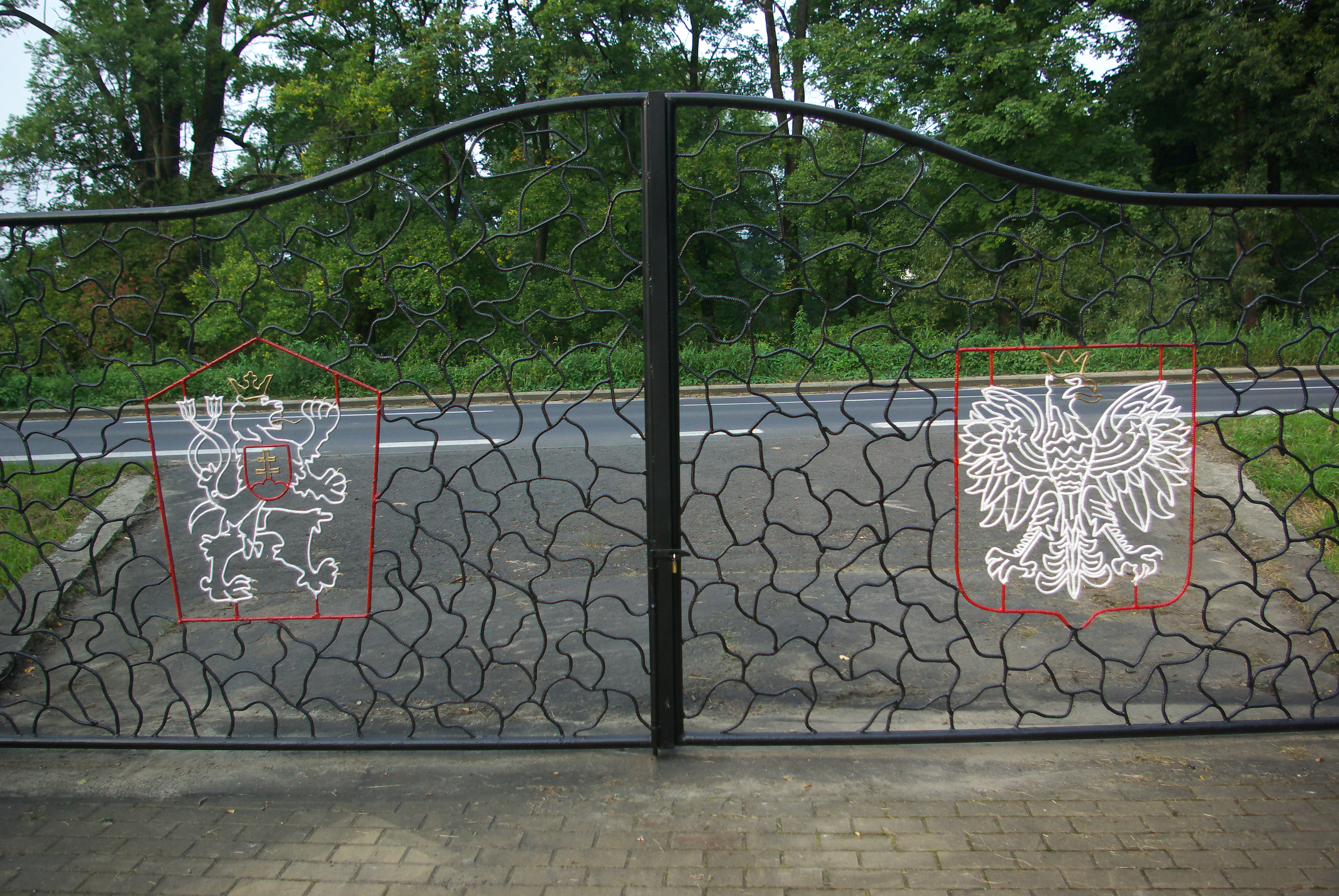
Pomník v Nowosielcach (Sanok) – vstupní brána

Tato jednotka sice vznikla jako účelová vojenské uskupení, ovšem její poslání bylo vážně ohroženo. Vznikaly totiž nejen třenice mezi československým ministerstvem národní obrany (MNO) v Londýně a představiteli východního komunistického odboje v Moskvě, ale i mezi československým moskevským odbojem a sovětskými vojenskými orgány. V srpnu 1944 bylo na Slovensku vysazeno několik misí domácího odboje, které měly jednak zabezpečovat organizačně povstání a spojení se SSSR, jednak vytvářet a doplňovat partyzánské skupiny. Když 29. srpna 1944 vypuklo Slovenské národní povstání, československá jednotka byla stále v nečinnosti, nebyla ani uvedena do stavu bojové pohotovosti. Odzbrojením východoslovenských divizí na konci srpna pak sovětská strana zdůvodňovala skutečnost, proč nebyla jednotka odeslána na Slovensko, avšak skutečným důvodem byly patrně zájmy politické. 8. září 1944 byla jednotka přesunuta do prostoru západně od Sanoku, kde působila v rámci bojů v souvislosti s Karpatsko-dukelskou operací
Z knihy Vojenské dějiny Československa (1988; str. 563–565) lze „mezi řádky“ vyčíst, že to vlastně byla 2. čs. parabrigáda, která z našeho armádního sboru jako první začala vítězný postup, na hlavním dukelském směru. Vyplývá to z následujícího textu:
„Protože uvázly i jednotky na směru hlavního úderu u města Dukly, velitel frontu v polovině září útok 38. armády dočasně zastavil. Současně probíhaly přípravy k přenesení hlavního úderu na dukelském směru dále k východu. Nový útok směrem na městečko Rymanow začal již 15. září, ale ani ten nepřinesl rozhodující úspěch. Až další úder, který byl zahájen 18. září ještě o něco východněji z městečka Beska, vyvrátil nepřátelskou obranu v prostoru města Dukly a tak otevřel cestu k Dukelskému průsmyku. V bojích na levém křídle 38. armády sehrála významnou úlohu bojová činnost 2. čs. paradesantní brigády v SSSR, která zde byla zasazena ve dnech 11.- 19. září. Její příslušníci ovládli mimo jiné městečko Besko, které se stalo výhodným východištěm pro sovětské tankisty k útoku, hluboce obchvacujícímu nepřátelskou obranu u města Dukly. Českoslovenští parašutisté, kteří se k útoku připojili, osvobodili několik dalších osad mezi Krosnem a Sanokem. 19. září byla paradesantní brigáda stažena z bojů a postupně přesunuta vzdušnou cestou na Slovensko na pomoc povstání. Mezitím úspěšně pokračovaly boje v prostoru města Dukly. Rychlým a neočekávaným úderem sovětských tankistů od východu, k němuž se připojil i postup československého sboru od severozápadu, bylo 20. září město Dukla osvobozeno…“

Zmíněné městečko Besko osvobodil 2. prapor čs. pdb, jak to popisuje major Mastný v publikacích
- MASTNÝ, B. Š.: Boje druhé parabrigády v Karpatech. Legionářský časopis „Osvobození“. Londýn, 1978; str.7-18 31.
- MASTNÝ, B. Š.: Boje druhé parabrigády v Karpatech. Legionářský časopis „Osvobození“. Londýn, 1979; str.20-22

Do 18. září se 1. prapor čs. pdb. probojoval do Pulaw, čímž bylo splněno bojové poslání brigády, která byla stažena z fronty zpět. Počítalo se s jejím využitím v hlavním útoku v rámci Karpatsko-dukelské operace. V polovině září 1944 již bylo evidentní, že tato operace z hlediska časového zcela selhala a že se Rudé armádě a Československé armádě nepodaří spojit s povstaleckou armádou. Přesto velení Rudé armády stále nechtělo zapojit 2. pdb do bojů na Slovensku.

## Účast v SNP

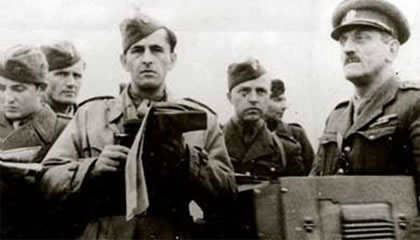
Velitel plk. Přikryl (vpravo) a náčelník štábu škpt. Hlásný (vlevo, s mapou), Slovensko 10. října 1944

Koncem září se neochota vyslat 2. pdb na Slovensko začala pro Sovětský svaz stávat těžko udržitelným a vysvětlitelným politickým problémem. Naléhavé žádosti k odeslání 2. čs. pdb. na Slovensko přicházely nejen z londýnského MNO, ale i z řad exilového vedení KSČ v Moskvě. Sovětské vedení to zdůvodňovalo nepřízní počasí, ovšem jak se později ukázalo, Sověti byli velice dobře informováni o tom, že povětrnostní podmínky v území výsadků jsou příznivé – jednalo se jen o další zdržovací taktiku. Až 26. září se začaly uskutečňovat první výsadky na povstalecké území Slovenska, která probíhala až do poloviny října.. Účast 2. čs. pdb. bylo pro povstalce, kteří byli neustálými boji vyčerpáni zejména velkou morální posilou. Dle hlášení náčelníka československé vojenské mise v SSSR gen. Heliodora Píky bylo přepraveno do 9. října 1 175 příslušníků. K 15. říjnu hlásí, že má již 1 739 lidí. Jednotka přilétala na pomoc po částech a okamžitě byla zasazována do obranných bojů. Nikdy tedy nebojovala jako samostatný útvar. Brigáda spolu s 1. československým stíhacím leteckým plukem přispěla, že se ještě určitou dobu dařilo povstaleckým silám udržet část slovenského území, avšak ne rozhodujícím způsobem. Povstalecké území se neustále zmenšovalo a konce měsíce října se další boj změnil v partyzánskou válku. Po porážce Slovenského povstání zůstali na Slovensku jen ti, kteří pro nedostatečný počet letounů neměli čím odletět do zázemí.
Vzhledem k nedostatku veškerých prostředků k vedení partyzánského boje, se velení brigády rozhodlo přemístit a ukrýt do Nízkých Tater. Přesun se však neobešel bez tvrdých bojů s německými jednotkami, které měly s partyzánským bojem zkušenosti a které byly na tento způsob boje vycvičeny. Při těchto střetech dokonce ztratila 2. čs. pdb. svoji bojovou zástavu. Část brigády poskytla ochranu hlavnímu štábu partyzánských oddílů (HŠPO) na Slovensku velené kontroverzním plk. Alexejem Asmolovem. Přesun do Nízkých Tater byl značně vysilující, členitý horský terén ztěžoval hlad, únava, déšť, bláto. Doprovázela je sněhová vánice, závěje a ve vyšších polohách klesala teplota na –15 °C. Tohoto pochodu se zúčastnil také Jan Šverma. Nakonec při tomto náročném ústupovém pochodu, nazývaným Pochod bílou smrtí, poslanec Jan Šverma pod Chabencem 10. listopadu zemřel. Nebyl ovšem sám, umrzlo několik desítek vojáků. V polovině listopadu dorazili do partyzánského tábora v Lomnisté dolině. Zde plukovník Vladimír Přikryl část 2. čs. paradesantní brigády rozpustil. Anabáze brigády skončila v polovině února 1945, kdy jednotka o síle 96 důstojníků, 36 rotmistrů a 447 příslušníků z řad mužstva vyšla u Brezna nad Hronom z německého týlu a spojila se se sovětskými a rumunskými vojsky.

## Závěrečné akce
Koncem února počítalo čs. MNO s tím, že se jednotka po odpočinku a doplnění stavů zformuje a bude využita v další výsadkové operaci na neosvobozeném území Československa. Sovětské vedení však toto řešení nepřijalo a ustavilo ji jako pěší brigádu s tím, že jí z důvodu zachování tradic přiznalo čestný název „2. čs. samostatná paradesantní brigáda.“ Tato jednotka byla dislokována v Kežmarku, kde se připravovala na další boje. 7. května 1945 dostala rozkaz k pochodu na Valašské Meziříčí, kam měla dorazit 15. května. U Žiliny ji zastihla zpráva o konci války a zároveň obdržela rozkaz, aby zajistila jižní hranice s Maďarskem. Z tohoto důvodu se neúčastnila slavnostní přehlídky 1. čs. armádního sboru v Praze. Dne 15. května 1945 byla výnosem MNO přetvořena na 2. pěší divizi, součást VIII. armádního sboru.